# Matthew Thornton

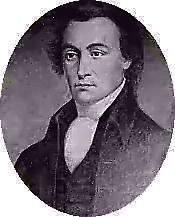
Matthew Thornton

Matthew Thornton (* 1714 in Irland; † 24. Juni 1803 in Newburyport, Massachusetts, USA) war ein irisch-britisch-US-amerikanischer Arzt, Jurist und Politiker. Er unterzeichnete für New Hampshire die Unabhängigkeitserklärung der USA und ist damit einer der Gründerväter der USA.

## Leben
Als Thornton drei Jahre alt war, wanderte seine Familie in die Dreizehn Kolonien in Amerika aus. Dort ließ sie sich zuerst in Wiscasset, Maine nieder. Bald darauf zog die Familie nach Worcester (Massachusetts) um. Thornton wurde Arzt und zum Chirurgen der New Hampshire Miliz für den Feldzug gegen die Festung Louisbourg ernannt. Er wurde von der britischen Krone zum Friedensrichter und Oberst der Miliz ernannt. Thornton wurde Stadtrat, Repräsentant von Londonderry (New Hampshire) und Präsident der Provinzparlamentes. Als Mitglied des Sicherheitskomitees entwarf er den New Hampshire-Plan für die Verwaltung nach der Auflösung der königlichen Regierung, welcher die erste angenommene Staatsverfassung nach der Aufnahme der Feindseligkeiten mit dem Königreich Großbritannien wurde.
Thornton war der erste Präsident des Repräsentantenhauses von New Hampshire und Assoziierter Richter am Obersten Gerichtshof von New Hampshire. Er wurde in den Kontinentalkongress gewählt, nachdem Debatten über eine Unabhängigkeit aufgekommen waren, und traf gerade richtig ein, um tatsächlich die Unabhängigkeitserklärung der USA zu unterzeichnen.
Er wurde politischer Essayist. 1780 zog er sich aus der medizinischen Praxis zurück und zog nach Merrimack (New Hampshire), wo er Landwirtschaft betrieb und mit seiner Familie eine Fähre unterhielt. Thornton starb in Newburyport (Massachusetts) während eines Aufenthaltes bei seiner Tochter und wurde auf dem Thornton Friedhof in Merrimack (New Hampshire) begraben.

## Sonstiges
Seine Grabinschrift lautet „An Honest Man.“ (Ein ehrlicher Mann.)
Die Stadt Thornton (New Hampshire) und eine Grundschule in Londonderry (New Hampshire) wurden nach ihm benannt.